# Mariners Harbor (Staten Island)
Mariners Harbor es un vecindario ubicado en la parte noroeste del borough de Staten Island en la ciudad de Nueva York (Estados Unidos). Limita con Lake Avenue al este, Forest Avenue al sur, Richmond Terrace al norte y Holland Avenue al oeste. La sección noroeste de Mariners Harbor a menudo se conoce como Arlington.

## Historia
El vecindario lleva el nombre de su cosecha del siglo XIX de ostras y otros productos del mar de Kill Van Kull, que forma la frontera norte del vecindario (Elm Park y Port Ivory se encuentran al este y al oeste, respectivamente, mientras que Graniteville está al sur). Los desarrollos posteriores incluyeron trabajos de construcción naval, reparación y salvamento marítimo. La actividad pesquera disminuyó debido a la contaminación durante el siglo XX. El Mariners Harbor Yacht Club sigue siendo un recordatorio del pasado marítimo de la comunidad. Erastina fue la primera estación de tren construida aquí en 1886 y recibió su nombre de Erastus Wiman, el promotor que ayudó al Ferrocarril de Baltimore y Ohio a ingresar a Nueva York a través de Staten Island. Los terrenos baldíos cercanos se usaron para organizar el "Salvaje Oeste Show" de Buffalo Bill, lo que generó más de 10 000 pasajeros adicionales desde la terminal de transbordadores de St. George a través de la nueva línea ferroviaria. Erastina se convirtió en Mariners Harbor poco después de que Wiman cayera en desgracia debido al escándalo y la bancarrota. Hay otras tres estaciones a lo largo del ramal North Shore del Ferrocarril de Staten Island en Lake Avenue, Harbor Road y Arlington. El servicio de pasajeros en esta línea se suspendió el 31 de marzo de 1953. Un cliente ferroviario importante fue Arthur Dreyer & Sons Lumber and Coal Co. cerca del puente Union Avenue. Los restos del sitio son visibles hoy por los silos de carbón. La parte occidental de esta línea fue reconstruida y ahora es utilizada por trenes de carga que viajan entre Nueva Jersey y la Terminal Marítima Howland Hook en Port Ivory.

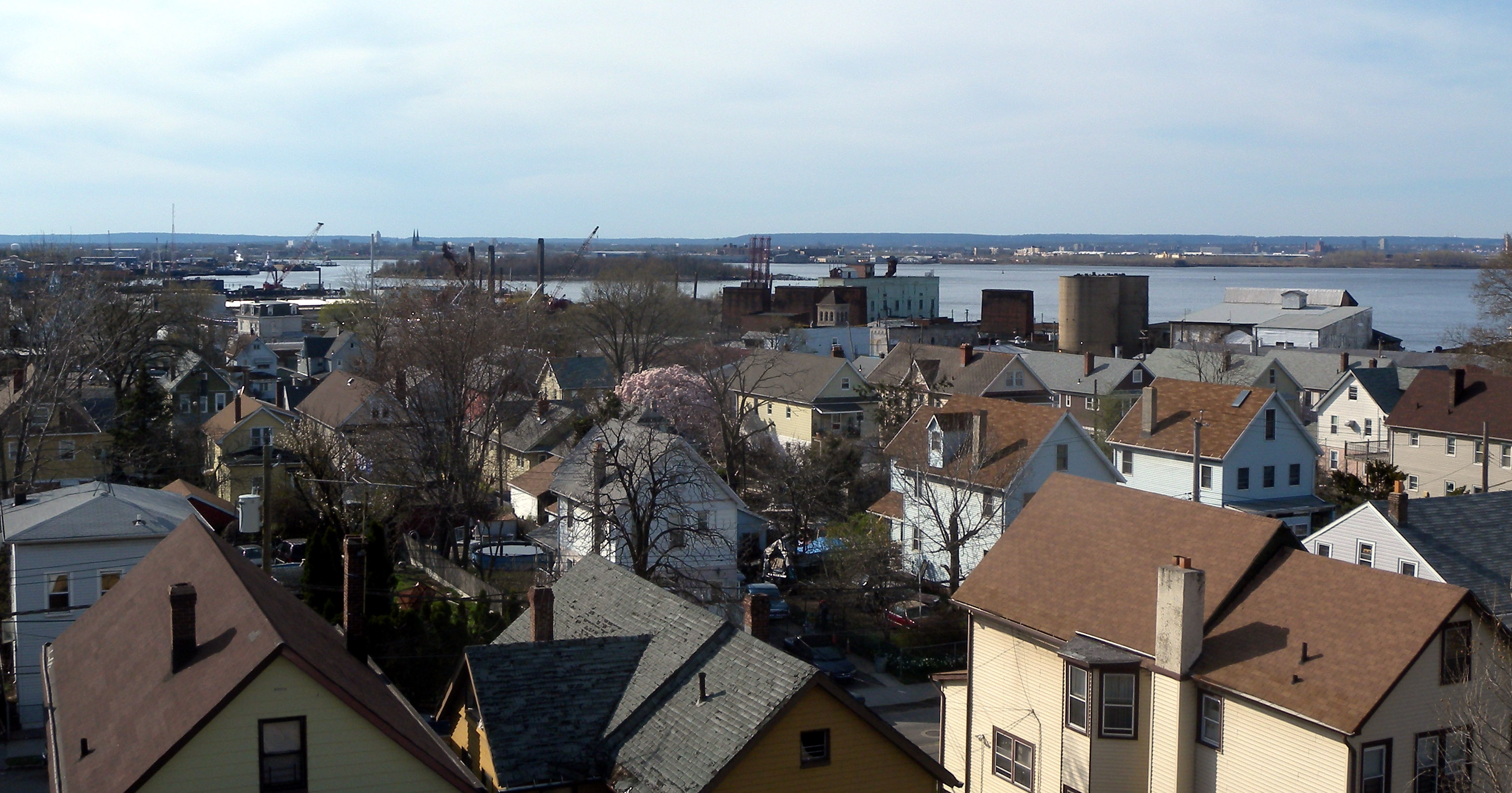
Puerto de los Marineros del Este

Mariners Harbor fue la sede de grandes empresas de transporte marítimo y dique seco en la primera mitad del siglo XX, incluida Bethlehem Steel, que poseía una porción considerable de tierra en la zona con sede a lo largo del paseo marítimo en Richmond Terrace frente a Mersereau Avenue y Brewers Dry Dock. Bethlehem Staten Island construyó destructores de la Marina de los Estados Unidos durante la Segunda Guerra Mundial. Actualmente, dos compañías de remolcadores, K-Sea y McAllister, operan en el área al igual que varios diques secos más pequeños, Great Lakes Dredge and Dock y Mariners Harbor Cargo Terminal. El remolcador John McAllister se incluyó en el Registro Nacional de Lugares Históricos en 2001.
West Shore Little League y Public School 44 también forman parte del vecindario. La antigua Cross Paper Plant se encuentra en el borde del área y ahora se utiliza como espacio de alquiler para otras pequeñas empresas. En los últimos años, se ha construido una gran cantidad de tiendas en el tramo de Forest Avenue desde Lake Avenue hasta South Avenue, revitalizando el área y generando nuevas preocupaciones de tráfico.
Mariners Harbor alberga la sucursal más nueva del sistema de bibliotecas públicas de Nueva York. Ubicada en 206 South Avenue, la biblioteca se inauguró el 16 de diciembre de 2013 como la sucursal 13 en Staten Island y la 88 en todo el sistema. El edificio tiene la forma de una ostra para reflejar la historia marítima del vecindario y ganó el Premio a la Excelencia en Diseño 2008 de la Comisión de Diseño de la Ciudad de Nueva York. Una biblioteca sucursal de un solo piso situada en un terreno de 1486 m², atiende a unas 30 000 personas. 
El código postal de Mariners Harbor es 10303.

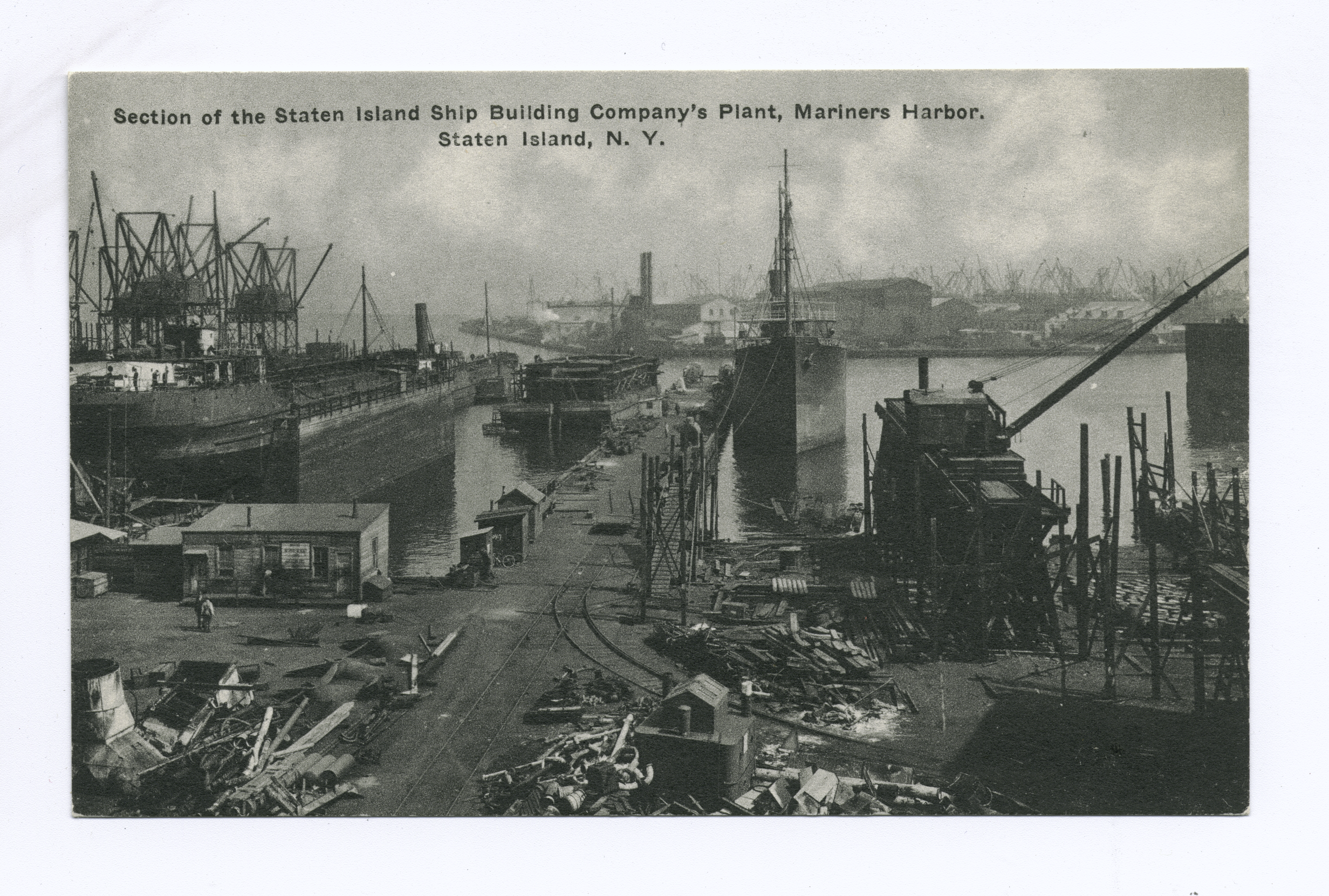
Sección de la planta de Staten Island Ship Building Company

## Demografía

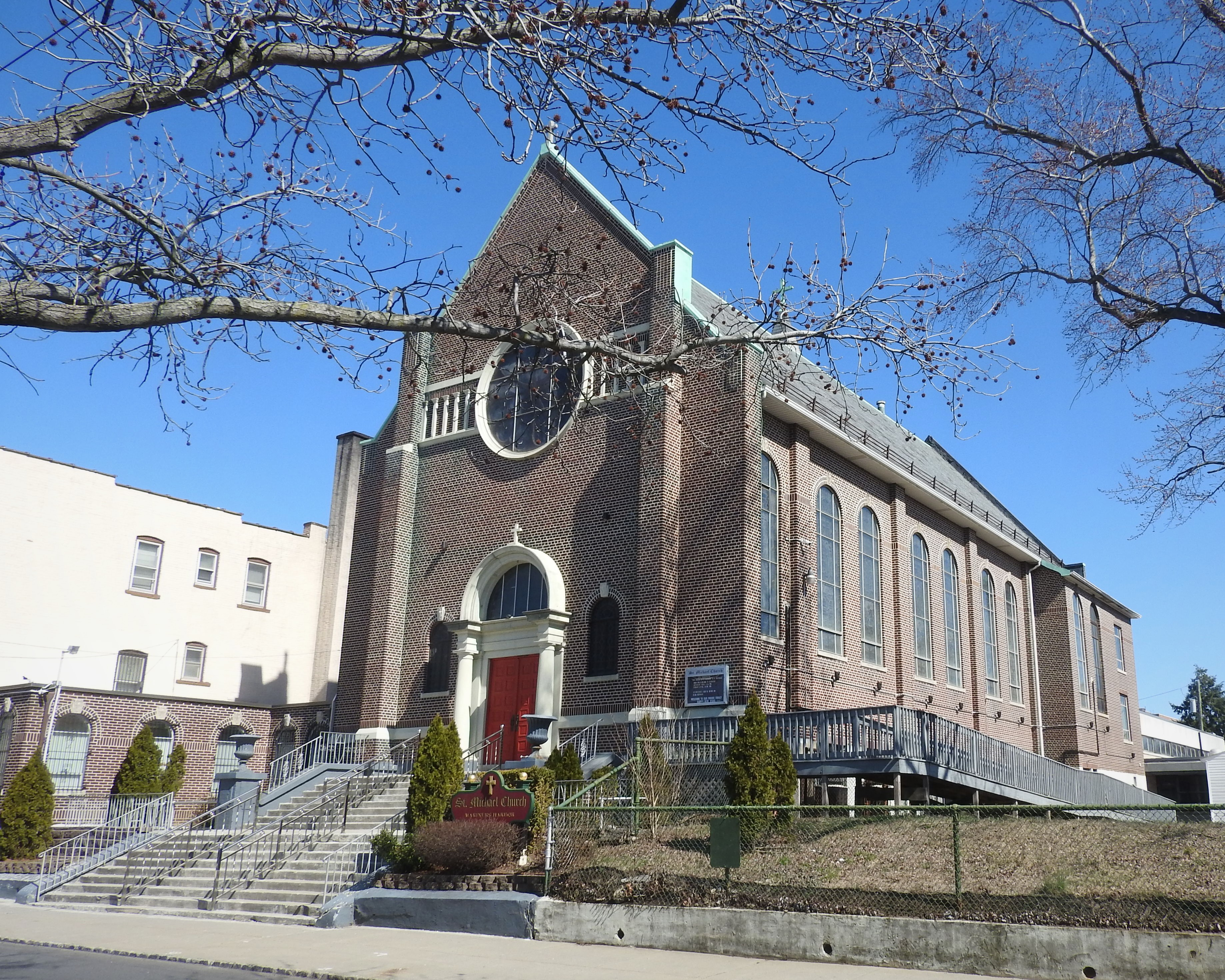
Iglesia Católica de San Miguel

El área originalmente poblada por los colonos hugonotes holandeses y franceses de los siglos XVII y XVIII lleva los nombres famosos de esas familias, que incluyen: Van Name Avenue, Van Pelt Avenue, Brabrant Street, Lockman Avenue y Mersereau Avenue. La iglesia más antigua del vecindario es la Iglesia Metodista de Summerfield, fundada en 1840. Todavía se encuentra en Harbor Road y tiene una congregación multicultural activa, lo que refleja la demografía del vecindario. En la esquina de Richmond Terrace y Lockman Avenue se encuentra la Iglesia Bautista Fellowship, que fue fundada por el líder comunitario Arturo D. Phillips. La iglesia tiene una gran congregación negra y ha ganado una influencia política considerable, siendo visitada por los alcaldes de la ciudad de Nueva York David Dinkins, Rudolph Giuliani y Michael Bloomberg en múltiples ocasiones durante sus mandatos. Otras iglesias en el área incluyen la Iglesia Adventista del Séptimo Día y la iglesia católica de San Clemente-San Miguel.
Desde principios del siglo XX hasta la década de 1930, en la zona se instalaron muchos italoestadounidenses, que aún representan un porcentaje significativo de su población. Sin embargo, el vecindario se transformó permanentemente en 1954, cuando la Autoridad de Vivienda de la Ciudad de Nueva York inauguró el proyecto de vivienda pública Mariners Harbor Houses de 605 unidades en el corazón de la comunidad. La parte del vecindario al oeste de Harbor Road (tanto al norte como al sur de las vías del tren) finalmente se volvió predominantemente negra. El área al este de Harbor Road permaneció blanca por más tiempo, pero gradualmente se ha vuelto más hispana. Todas las secciones del vecindario tienen una representación sustancial de hispanos, negros y blancos, y la parte sur del vecindario tiene una pequeña población asiática. (Census Tract 231 tiene una población asiática del 13%, un aumento del 442% desde 2000, que fue la tasa de crecimiento más rápida en la población asiática de cualquier zona en Staten Island).
La parte noroeste de Staten Island (que incluye Mariners Harbor), así como Far South Shore, son las áreas de más rápido crecimiento de Staten Island.
El código postal 10303, que incluye Mariners Harbor, Elm Park, Arlington y partes de Graniteville, tiene el porcentaje más alto de puertorriqueños de todos los códigos postales de Staten Island, con un 18,3 %. También tiene el segundo porcentaje total de hispanos más alto, con un 37,1 %, muy cerca de 10302, con un 41,3 %. Tiene el porcentaje de negros más alto de cualquier código postal con un 37,5 % (33,6 % de negros no hispanos) y el tercer porcentaje más alto de asiáticos. Tiene el porcentaje más bajo de blancos no hispanos, con un 19,0%.
Según el censo de 2010, la demografía de Mariners Harbor era aproximadamente 14,2% blanca, 36% negra, 39,4% hispana, 7,9% asiática, 2,5% otra.  Esto define a Mariners Harbor como todo lo que se encuentra dentro de los límites del Sector Censal 231, 319.01, así como del Grupo de Bloque 1 del Sector 223.

## Policía
Mariners Harbor está patrullado por el Precinto 121 de la policía de Nueva York, ubicado en 970 Richmond Ave, Staten Island, NY 10314. El Recinto 121 ocupó el décimo lugar con 3.6 delitos por cada 1000 residentes, respectivamente.
El recinto 121 informó 1 asesinato, 34 violaciones, 0 robos, 5 agresiones graves, 2 robos, 4 hurtos mayores y 2 hurtos mayores de automóviles en 2019.

## Bomberos

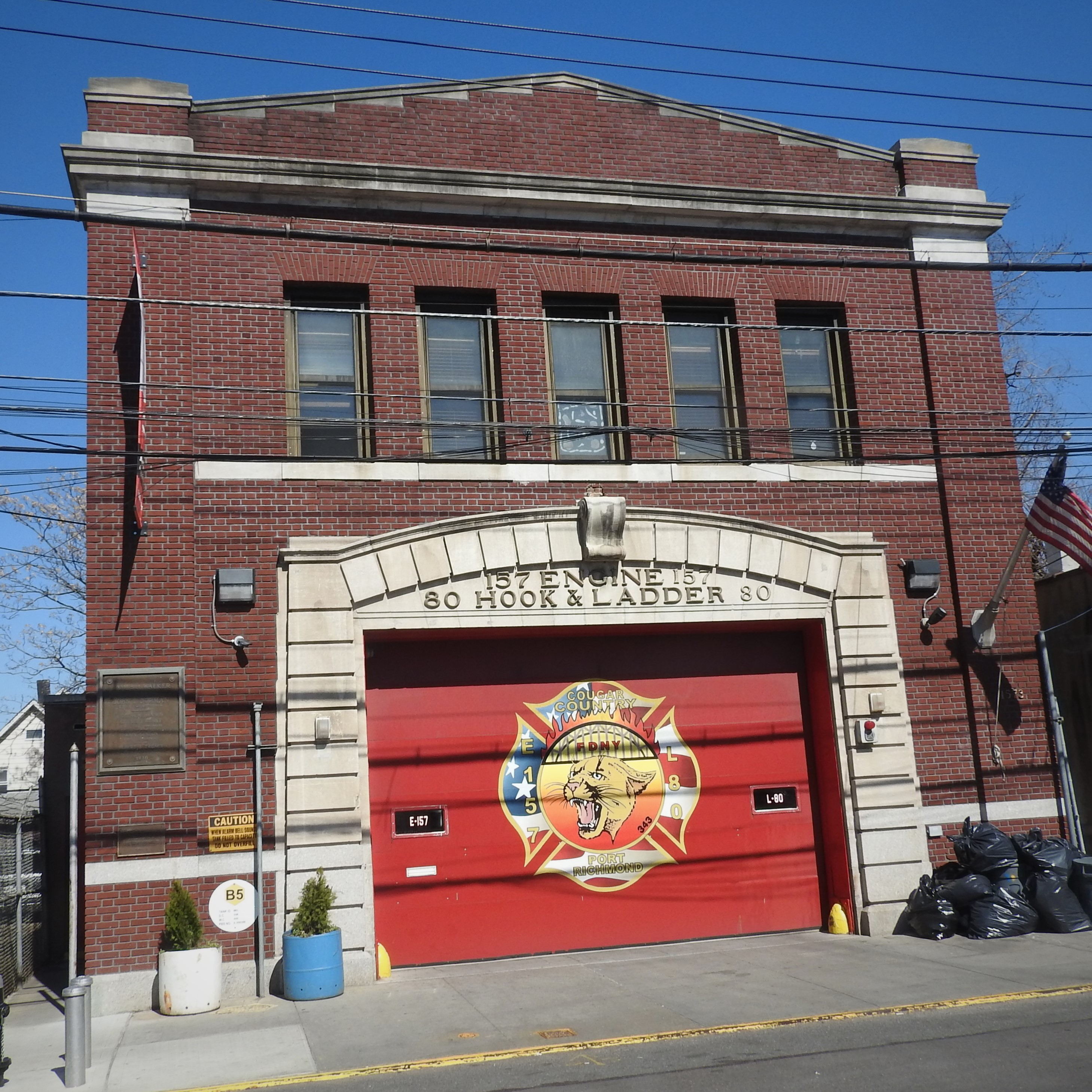
Estación de bomberos en Mariners Harbor

Mariners Harbor cuenta con el servicio Engine Co. 158 del Departamento de Bomberos de la Ciudad de Nueva York (FDNY), ubicado en 65 Harbor Road.

## Correos y códigos postales
Mariners Harbor está ubicado dentro de dos códigos postales : 10303 al norte del cementerio Baron Hirsch y 10314 al sur del cementerio. El Servicio Postal de los Estados Unidos opera Mariners Harbor Finance Station en 2079 Forest Avenue.

## Educación

### Escuelas
La mayoría de los estudiantes en Mariners Harbor están divididos en zonas para Port Richmond High School, IS51 y PS22 y PS44, así como una sección que generalmente se puede describir como al norte de Continental Place y al oeste de Van Pelt Avenue que está dividida en zonas para IS 72 en Heartland Village PS 44 está ubicada en 80 Maple Parkway y su director actual es Joseph Miller. PS 44. tiene clases pequeñas, sin embargo, la desventaja de PS 44 es que el edificio y el mobiliario están un poco gastados. Ofrece grados de Pre-K a quinto grado, y al 2006 contaba con 69 docentes de tiempo completo y 5 de medio tiempo, y tiene un total de 860 alumnos matriculados, lo que hace que la relación docente alumno sea de 1:13. A partir de 2011, había 884 estudiantes, con una proporción de estudiantes: maestro de 12,5: 1

### Biblioteca
La sucursal de Mariners Harbor de la Biblioteca Pública de Nueva York (NYPL) está ubicada en 206 South Avenue. La Biblioteca Mariners Harbor está ubicada en medio del rico patrimonio marítimo del vecindario Mariners Harbor de Staten Island. La sucursal de un piso abrió el 16 de diciembre de 2013 y está ubicada en un 1486 m²   terreno. Mariners Harbor es la decimotercera sucursal de la Biblioteca Pública de Nueva York en Staten Island y atiende a unas 30.000 personas.

## Transporte
Mariners Harbor cuenta con las rutas de autobuses locales S40, S46 y S48 (y sus contrapartes de paradas limitadas solo en horas pico, que son S90, S96 y S98 respectivamente). Las rutas de autobús expreso de Manhattan en Mariners Harbor son SIM30, SIM33, SIM33C y SIM34.